# Waasland-Beveren
A Waasland-Beveren egy belga labdarúgócsapat Beverenben, amely a belga első osztályban szerepel. 1936-ban alapították, színei: sárga, kék és piros.

## Története
A klubot 1936-ban alapították KFC Red Star Haasdonk néven és az amatőr labdarúgó-szövetség tagja lett. 1944-ben csatlakozott a belga királyi labdarúgó-szövetséghez és a legalacsonyabb Nyugat-flandriai területi bajnokságban indultak.
2002-ben megváltoztatták a klub nevét. KV Red Star Waasland lett az új név. Átköltöztek egy közeli stadionba, ami a K Sint-Niklase SKE otthona volt, azonban ez a klub megszűnt. 2010 nyarán a Red Star Waasland egyesült a szomszédváros csapatával, a korábbi belga bajnok KSK Beveren-nel. Az egykoron szebb napokat megélt egyesület ekkor a másodosztály utolsó helyén végzett és anyagi problémákkal küzdött.
A 2011–2012-es idény végén a másodosztályban második helyen végzett és feljutott az első osztályba.

## Játékoskeret
2015. szeptember 2. alapján
| #  |     | Poszt | Név                                    |
| -- | --- | ----- | -------------------------------------- |
| 1  | BEL | K     | Laurent Henkinet                       |
| 5  | ANG | V     | Jonathan Buatu Mananga                 |
| 7  | FRA | CS    | Steeven Langil                         |
| 9  | BEL | CS    | Zinho Gano                             |
| 10 | SRB | KP    | Miloš Marić                            |
| 11 | BEL | CS    | Dylan De Belder                        |
| 12 | GAM | CS    | Ebrahima Sawaneh                       |
| 15 | FRA | KP    | Thibault Moulin                        |
| 16 | BEL | CS    | Renaud Emond                           |
| 17 | BEL | KP    | David Destorme (on loan from Mechelen) |
| 18 | BEL | K     | Merveille Goblet                       |
| 19 | BEL | V     | Glenn Leemans                          |
| 20 | BEL | V     | Niels De Pauw                          |
| 21 | LUX | V     | Laurent Jans                           |

| #  |     | Poszt | Név                                     |
| -- | --- | ----- | --------------------------------------- |
| 22 | BEL | KP    | Bilal Jellal                            |
| 23 | BEL | V     | Maximiliano Caufriez                    |
| 26 | BEL | K     | Matthias Janssens                       |
| 27 | POR | V     | Hugo Sousa                              |
| 28 | BEL | CS    | Floriano Vanzo                          |
| 29 | BEL | V     | Senne Van Dooren                        |
| 30 | BEL | KP    | Alec Luyckx                             |
| 31 | BEL | KP    | Emre Erciyas                            |
| 32 | BEL | CS    | Olivier Myny                            |
| 55 | MAR | KP    | Zakaria M'Sila                          |
|    | BEL | CS    | Jonathan Wilmet (on loan from Oostende) |
|    | GHA | V     | David Addy                              |
|    | FRA | V     | Gary Coulibaly                          |

## Sikerei
- Belga másodosztály
  - 2. hely (1): 2011–12